# Sercué
Sercué ist ein spanischer Ort in den Pyrenäen in der Provinz Huesca der Autonomen Gemeinschaft Aragonien. Der Ort gehört zur Gemeinde Fanlo. Sercué hat seit Jahren keine Einwohner mehr.

## Geografie
Sercué liegt im Nationalpark Ordesa y Monte Perdido.

## Sehenswürdigkeiten

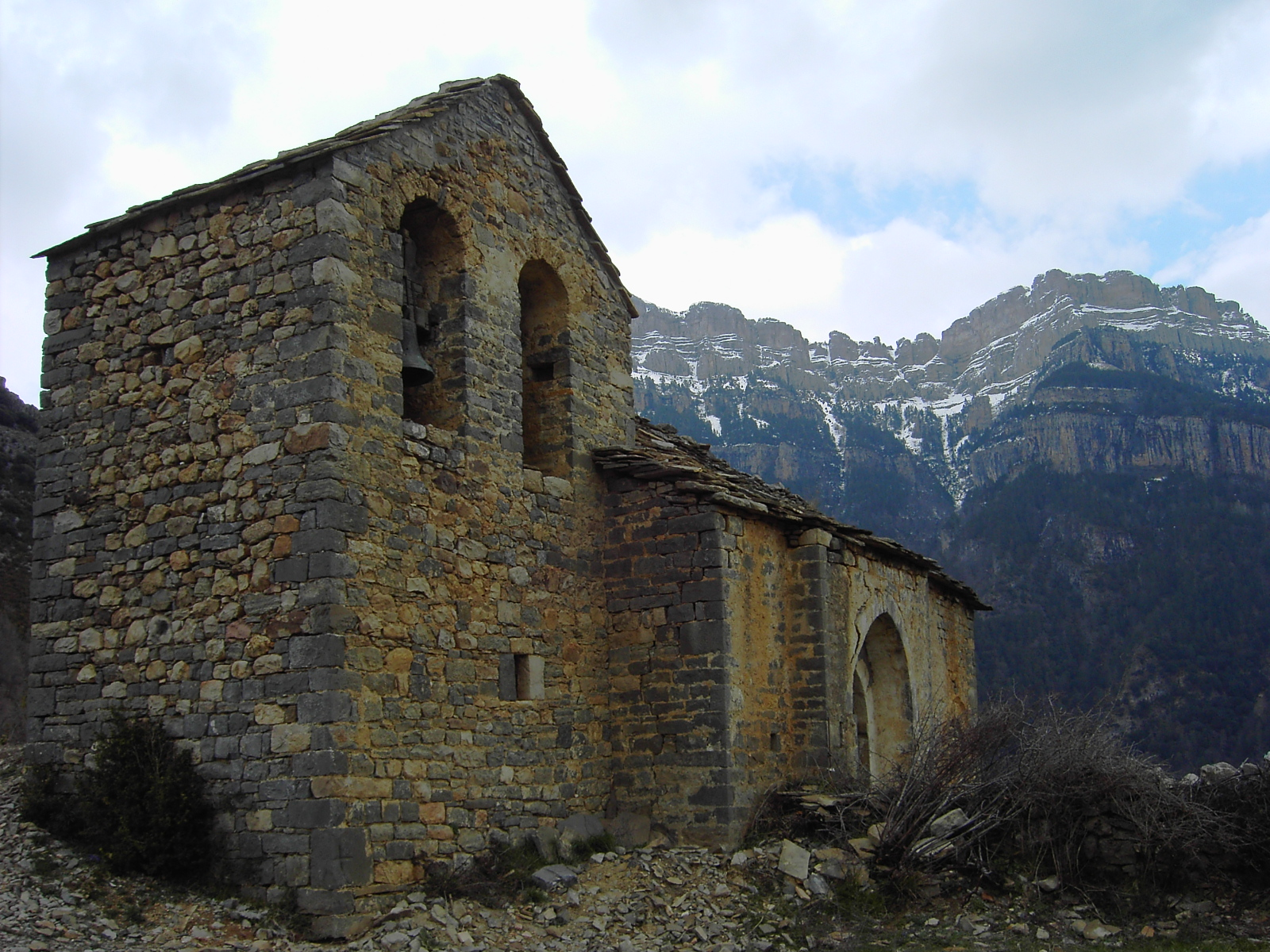
Kirche San Martín

- Romanische Pfarrkirche San Martín (Bien de Interés Cultural)
- Romanische Ermita de San Miguel, erbaut im 13. Jahrhundert
- Romanische Brücke